# Hygrochroa lilacina
Hygrochroa lilacina är en fjärilsart som beskrevs av Jones 1908. Hygrochroa lilacina ingår i släktet Hygrochroa och familjen silkesspinnare. Inga underarter finns listade i Catalogue of Life.